# جیشو سنگوپتا
جیشو سنگوپتا (به انگلیسی: Jisshu Sengupta) (زاده ۱۵ مارس ۱۹۷۷) بازیگر هندی است.
از فیلم‌هایی که وی در آن نقش داشته‌است می‌توان به آخرین شاه‌لیر، برفی!، مردانگی، پیکو، مانیکارنیکا، لال، پایان، ن. ت. ر: قهرمان، همه شخصیت‌ها خیالی هستند، سیتا رامام، دوباره در جنگل، قدرت، شاکونتالا دوی، ابدی، استاد و شاکونتالام اشاره کرد.